# Meleki Hatun
Meleki Hatun, död 1656, var en osmansk hovfunktionär.
Hon var hovdam åt sultanmodern Turhan Hatice Sultan under dennas tid som regent 1651–1656, och använde sin ställning för att sälja sina tjänster som mellanhand mellan regenten och kvinnliga petitionärer. 